# Eduardo Asfora
Eduardo Hazin Asfora (Recife, 5 de agosto de 1924 — Recife, 8 de novembro de 1989) foi um enxadrista brasileiro que obteve por três vezes a posição de vice-campeão brasileiro de xadrez, detendo o título de Mestre Internacional.

## Títulos conquistados
- Vice-campeão brasileiro em 1950, 1962 e 1971
- Campeão pernambucano por 15 vezes